# Надання Томосу про автокефалію Православної церкви України (монета)
«Надання́ То́мосу про автокефа́лію Правосла́вної це́ркви Украї́ни» — пам'ятна монета номіналом 5 гривень, випущена Національним банком України, присвячена події, яка є ствердженням великої історичної справедливості, гарантією духовної свободи нашого народу. Томос, текст якого ухвалено архієрейським синодом Вселенського патріархату, офіційно затверджує канонічний автокефальний статус Православної церкви України як однієї з 15 помісних православних церков.
Монету введено в обіг 25 березня 2019 року. Вона належить до серії «Духовні скарби України».

## Опис монети та характеристики
| Номінал грн. | Метал      | Маса, г | Діаметр, мм | Якість виготовлення       | Гурт     | Тираж, штук                                        |
| ------------ | ---------- | ------- | ----------- | ------------------------- | -------- | -------------------------------------------------- |
| 5            | нейзильбер | 16,54   | 35,0        | спеціальний анциркулейтед | рифлений | 75 000 (у тому числі 15 000 у сувенірній упаковці) |

### Аверс
На аверсі монети у середині стилізованого хреста, утвореного орнаментальним декоративним фризом, на дзеркальному тлі розміщено: угорі — малий Державний Герб України, під яким напис УКРАЇНА; відбитки печаток Вселенського Патріарха Варфоломія (ліворуч) та Митрополита Київського і всієї України Епіфанія (праворуч), між якими позначення номіналу — «5», нижче напис — «ГРИВЕНЬ», рік карбування монети — «2019» та логотип Банкнотно-монетного двору Національного банку України.

### Реверс
На реверсі монети на тлі бань Софійського собору зображено стилізований фрагмент Томосу, по обидва боки від центрального куполу зазначена дата надання Томосу «06.01» та «2019»; по колу напис: «НАДАННЯ ТОМОСУ ПРО АВТОКЕФАЛІЮ ПРАВОСЛАВНОЇ ЦЕРКВИ УКРАЇНИ».

15000 монет із загального тиражу було випущено у буклетах
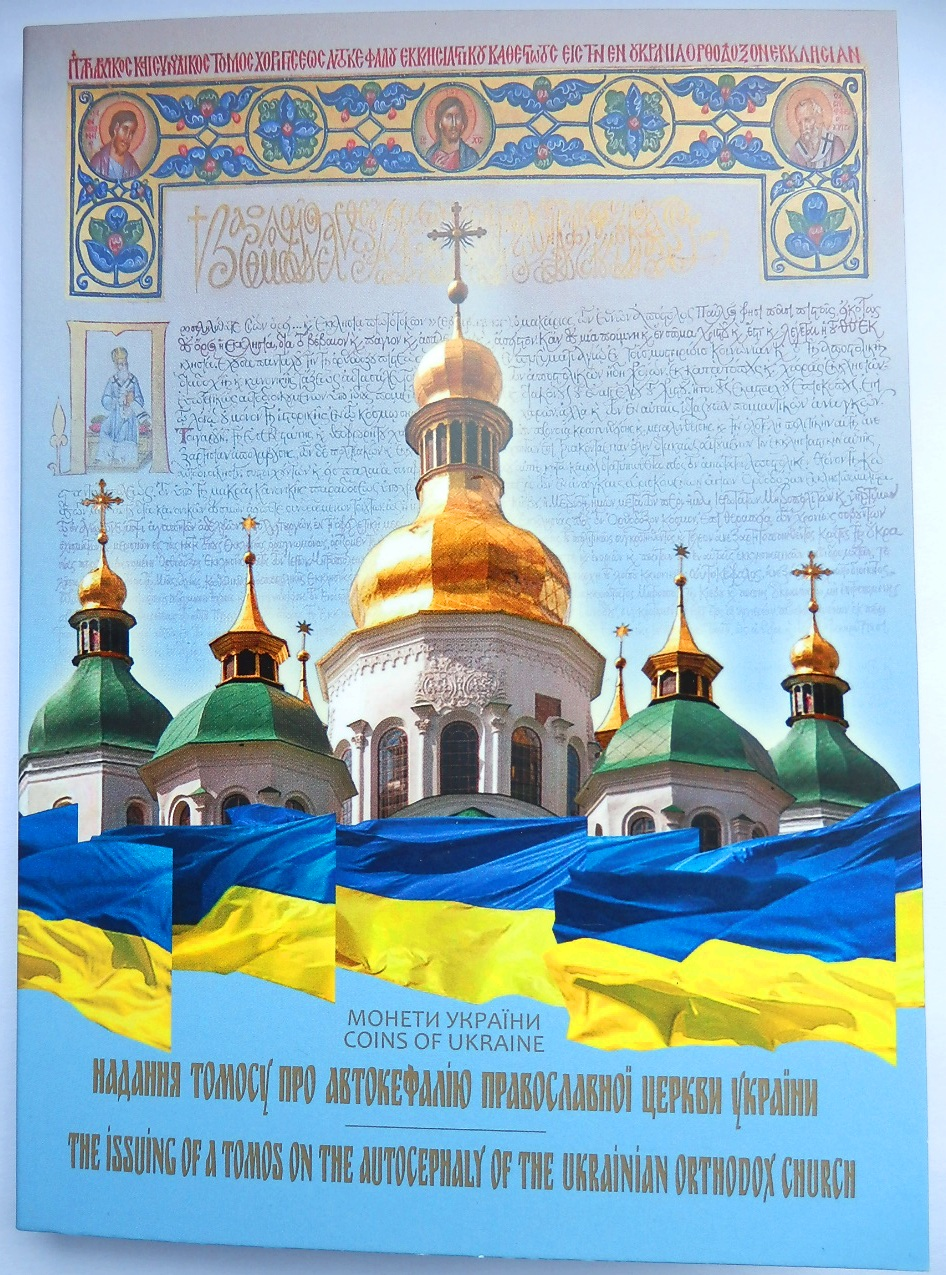
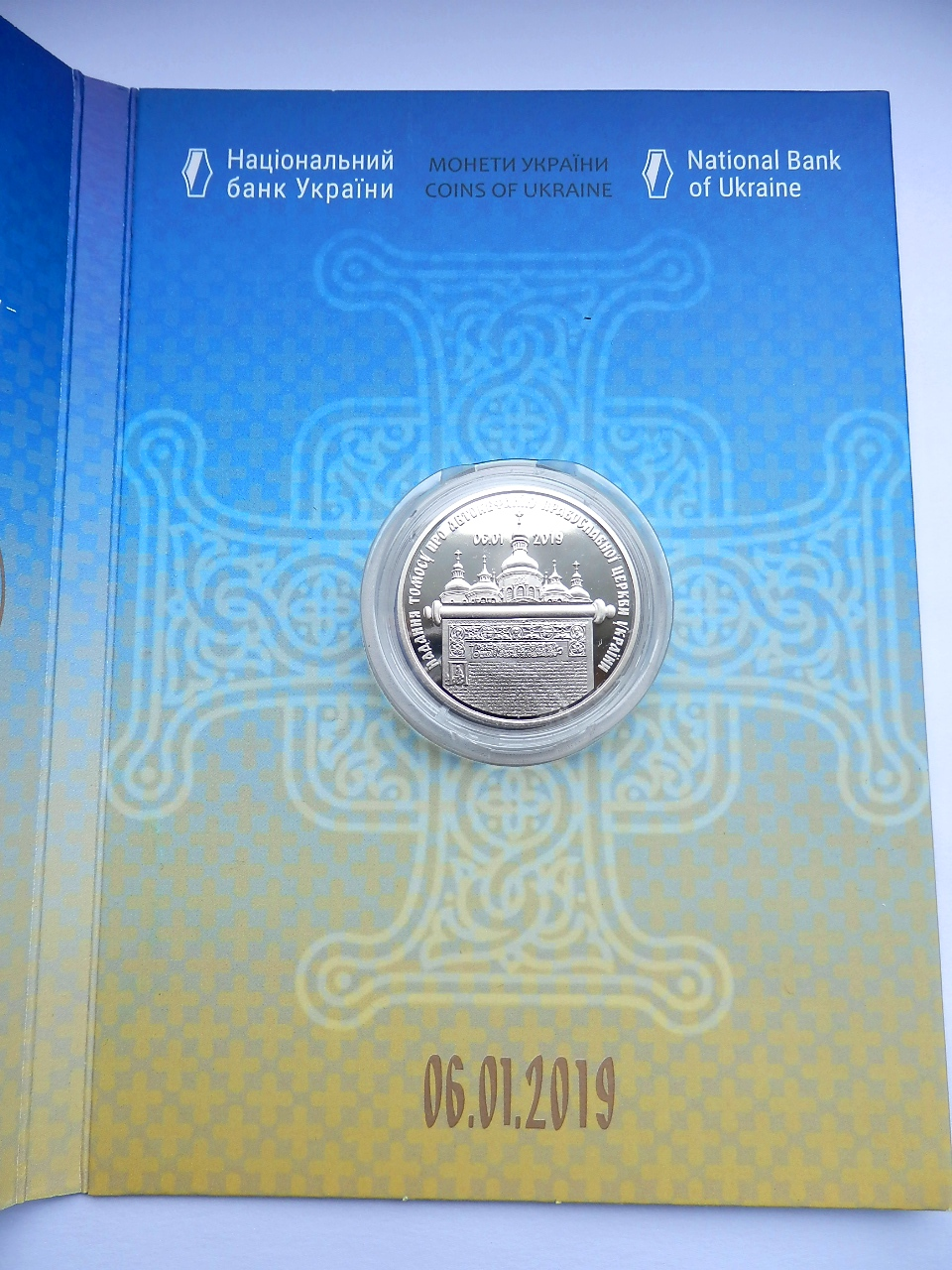
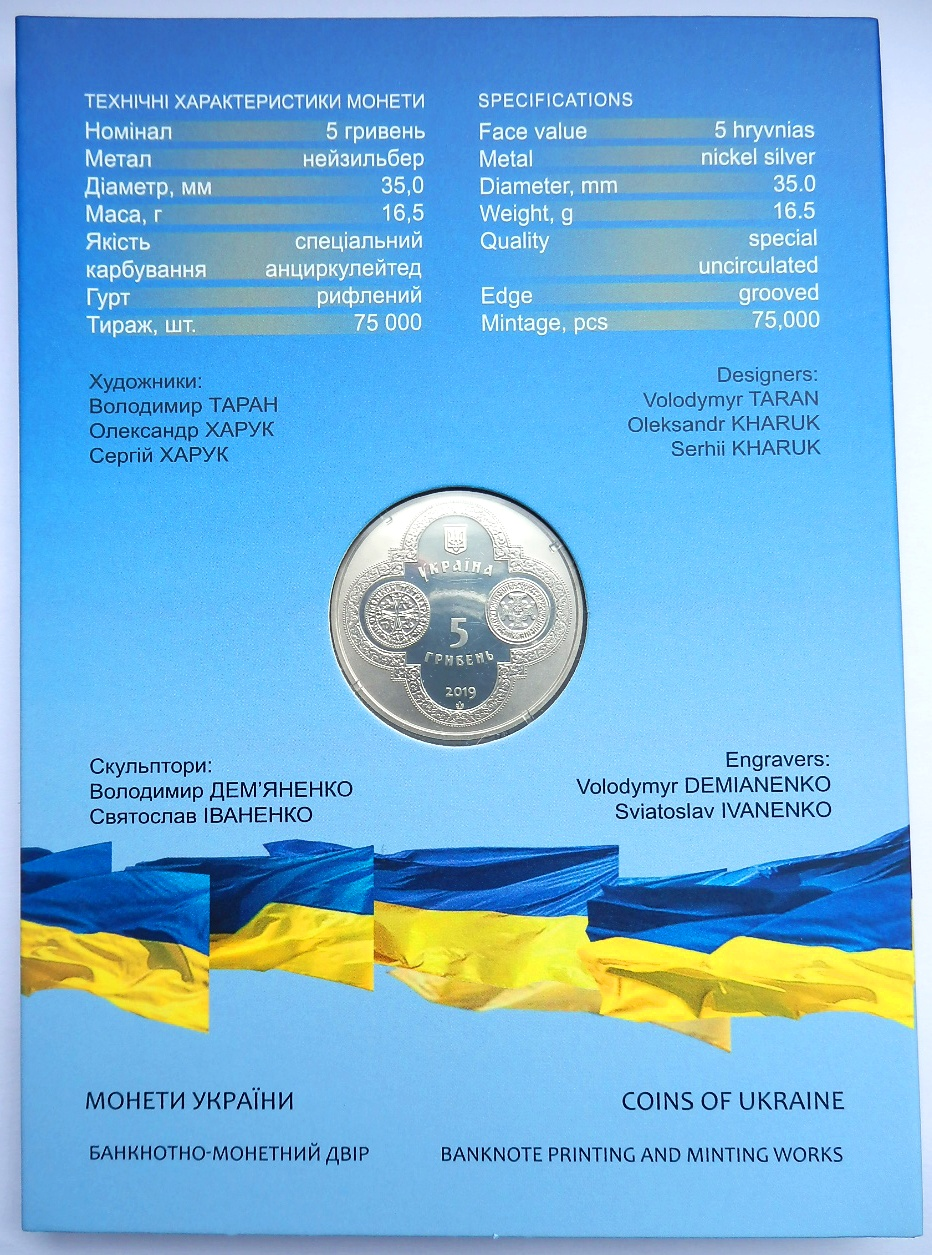

## Автори

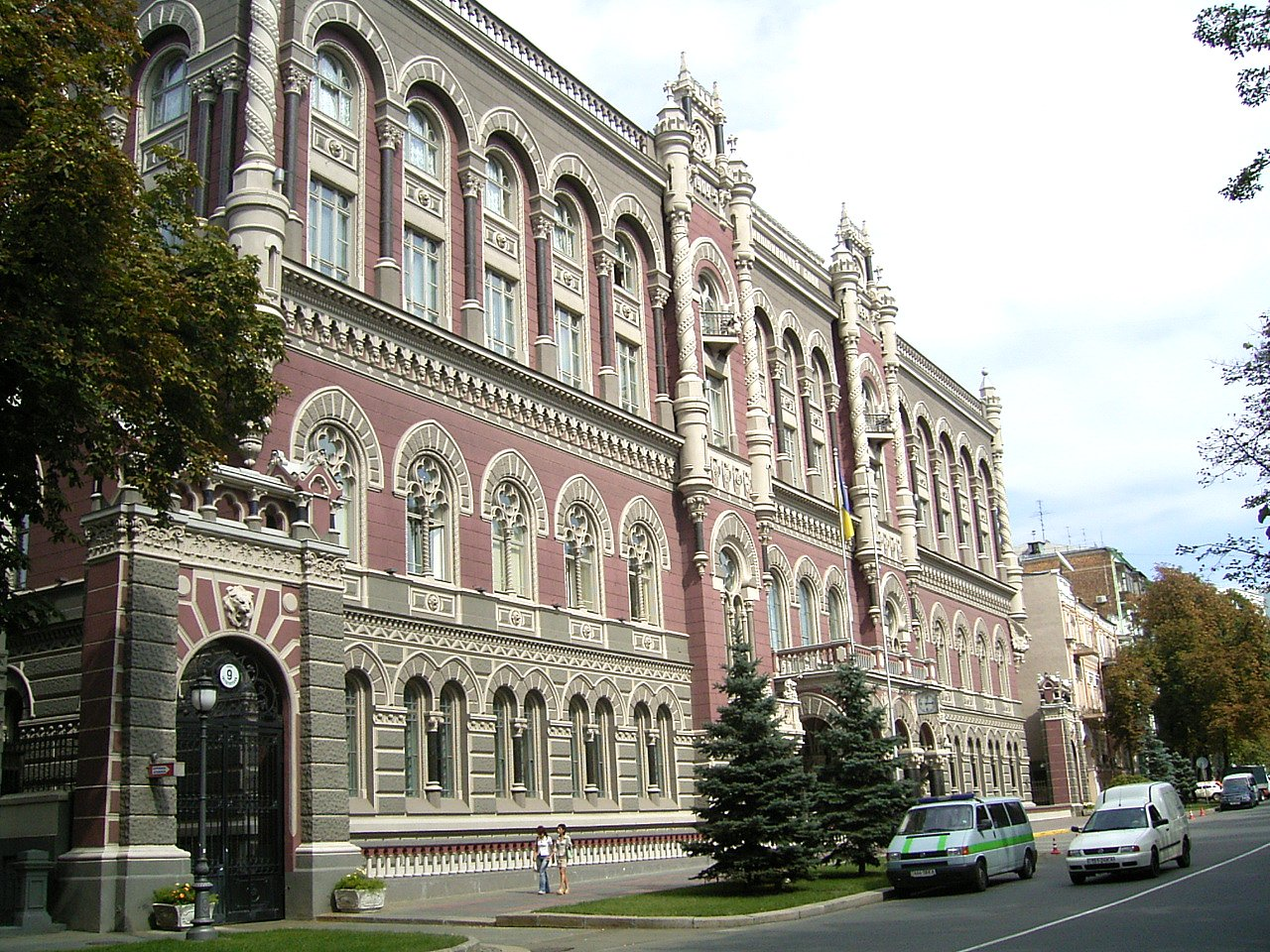
Будівля Національного банку України

- Художники: Таран Володимир, Харук Олександр, Харук Сергій.
- Скульптори: Іваненко Святослав, Дем'яненко Володимир.

## Вартість монети
Під час введення монети в обіг 2019 року, Національний банк України реалізовував монету за ціною 51 гривня.
Фактична приблизна вартість монети, з роками змінювалася так:
| Рік        | 2019 | 2020 | 2021 | 2022 | 2023 | 2024 | 2025 |
| ---------- | ---- | ---- | ---- | ---- | ---- | ---- | ---- |
| Ціна, грн. | 70   | 65   | 70   | 75   | 100  | 165  | 180  |